# 6416 Nyukasayama
6416 Nyukasayama eller 1993 VY3 är en asteroid i huvudbältet som upptäcktes den 14 november 1993 av de båda japanska astronomerna Masanori Hirasawa och Shohei Suzuki vid Nyukasa-observatoriet. Den är uppkallad efter berget Nyukasa.
Asteroiden har en diameter på ungefär 12 kilometer.